# Sung Jae-ki
Sung Jae-ki (korejski:성재기 成在基, 11. rujna 1967. – 26. srpnja 2013.) bio je južnokorejski aktivist za ljudska prava, za muška prava i građanski aktivist. Bio je osnivač grupe Korejski muškarci (korejski: 남성연대), koja se zalagala za muška prava i ukidanje ministarstva rodne jednakosti i obitelji. Također se zalagao za anti-feminizam, slobodnu ljubav, seksualne slobode i muško oslobođenje.
U 46. godini je počinio samoubojstvo u rijeci Han.

## Vanjske poveznice
- Udruge za Korejske muškarce (korejski)
- Sung Jae-ki twitter (korejski)
- South Korean channel films suicide  Arhivirana inačica izvorne stranice od 1. kolovoza 2013. (Wayback Machine) (engleski)
- Suicide performance and journalist ethics News Dongah (engleski)
- Police continue search for missing men's rights activist yonhapnews (engleski)
- Body of Sung Jae-gi found in Han River Koreaherald 2013.07.29 (engleski)
- Activista Sung Jae-ki se suicidó frente a las cámaras de televisión (španjolski)
- Grabación de un suicidio en Corea del Sur abre el debate sobre la ética de los medios de comunicación (španjolski)